# إيه بي إنبيف
أنهاوسر - بوش إنبيف أس أيه / أن أيه ، المعروفة باسم إيه بي إنبيف ، هي شركة متعددة الجنسيات للمشروبات وتخمير مقرها بلجيكا ومقرها في لوفين، بلجيكا. توجد مكاتب رئيسية إضافية في ساو باولو ونيويورك ولندن وسانت لويس ومكسيكو سيتي وبريمن وجوهانسبرج وغيرهم، وتعتبر واحدة من أكبر شركات المشروبات الاستهلاكية في العالم.

## روابط خارجية
- الموقع الرسمي